# Johann Heinrich Blasius

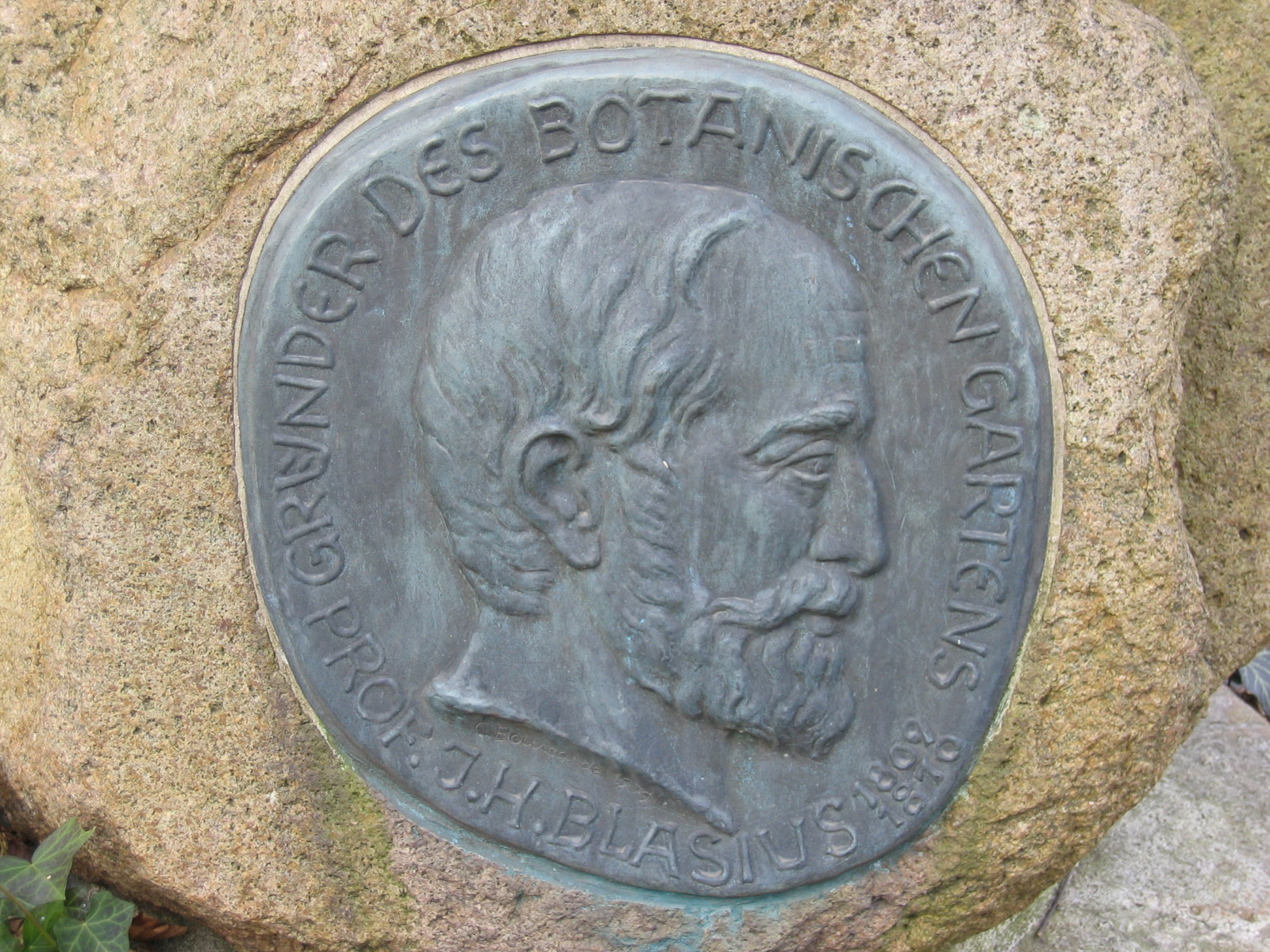
Ritratto di Johann Heinrich Blasius nel Giardino Botanico di Braunschweig

Johann Heinrich Blasius (Nümbrecht, 7 ottobre 1809 – Braunschweig, 26 maggio 1870) è stato uno zoologo tedesco.

## Biografia
Nel 1836 divenne direttore di un museo di Brunswick. Fu inoltre l'autore di due opere sui vertebrati: Fauna der Wirbelthiere Deutschlands (1857) e Die wirbelthiere Europa's (1840; con Alexander Keyserling). Nel 1840, fondò il Giardino Botanico dell'Università Tecnica di Braunschweig.
Suo figlio, Wilhelm Blasius, fu un celebre ornitologo.
Una formula empirica che descrive il flusso turbolento dei liquidi prende il nome da questo zoologo.
| Blasius è l'abbreviazione standard utilizzata per le specie animali descritte da Johann Heinrich Blasius. Categoria:Taxa classificati da Johann Heinrich Blasius |